# Perry (Missouri)
Pour les articles homonymes, voir Perry.
Perry est une ville  du comté de Ralls, dans le Missouri, aux États-Unis,. Située au sud-ouest du comté, elle est incorporée en 1891.

## Démographie
Lors du recensement de 2010, la ville comptait une population de 693 habitants. Elle est estimée, en 2016, à 697 habitants.

### Source de la traduction
- (en) Cet article est partiellement ou en totalité issu de l’article de Wikipédia en anglais intitulé « Perry, Missouri » (voir la liste des auteurs).